# Зейналова, Назиха Джафар кызы
Назиха Джафар кызы Зейналова (азерб. Nəzixə Cəfər qızı Zeynalova; 1944, Шамхорский район, Азербайджанская ССР — 24 апреля 2017, там же) — советский азербайджанский хлопковод, Герой Социалистического Труда (1981).

## Биография
Родилась в 1944 году в семье служащего в Шамхорском районе.
Начала трудовую деятельность в 1965 году рядовой колхозницей на колхозе имени Рустама Алиева Шамхорского района, позже звеньевая и бригадир этого же колхоза. В 1972 году Зейналова получила свыше 50 центнеров хлопка с каждого гектара. В 1980 году с каждого гектара хлопковод получила по 80 центнеров урожая, бригада продала государству 724 тонны хлопка вместо плановых 311 тонн.
Указом Президиума Верховного Совета СССР от 23 февраля 1981 года за выдающиеся успехи, достигнутые в выполнении планов и социалистических обязательств 1980 года и десятой пятилетки по увеличению производства и продажи государству зерна, хлопка, винограда и других продуктов земледелия и животноводства, Зейналовой Назихе Джафар кызы присвоено звание Героя Социалистического Труда с вручением ордена Ленина и золотой медали «Серп и Молот».
Распоряжением Президента Азербайджанской Республики от 11 июня 2002 года, за большие заслуги в области науки и образования, культуры и искусства, экономики и государственного управления Азербайджана, Зейналовой Назихе Джафар кызы предоставлена персональная стипендия Президента Азербайджанской Республики.
В последние годы являлась председателем совета по делам женщин Шамкирского района.
Активно участвовала в общественно-политической жизни страны. Депутат Верховного Совета Азербайджанской ССР девятого созыва, избрана от Тазакендского избирательного округа № 361, член Планово-бюджетной комиссии ВС республики. Депутат Верховного Совета СССР 8-го созыва, избрана от Шамхорского избирательного округа № 222 в Совет Национальностей. Член КПСС с 1981 года. Делегат XXVI съезда КПСС.
Скончалась в апреле 2017 года в Шамкирском районе.